# Ștefan cel Mare (Bacău)
Ştefan cel Mare è un comune della Romania di 4 298 abitanti, ubicato nel distretto di Bacău, nella regione storica della Moldavia.
Il comune è formato dall'unione di 2 villaggi: Negoiești e Ștefan cel Mare.
Ai sensi della Legge N. 67 del 23 marzo 2005, i villaggi di Buciumi e Răcăuţi sono stati scorporati dal comune per andare a formare il nuovo comune di Buciumi.